# Marratjärnen (Sävars socken, Västerbotten)
Marratjärnen är en sjö i Umeå kommun i Västerbotten och ingår i Sävaråns huvudavrinningsområde. Sjön har en area på 0,0468 kvadratkilometer och ligger 262,3 meter över havet. Sjön avvattnas av vattendraget Kvarnbäcken.

## Delavrinningsområde
Marratjärnen ingår i det delavrinningsområde (713419-170882) som SMHI kallar för Utloppet av Kvarnsjön. Medelhöjden är 271 meter över havet och ytan är 2,08 kvadratkilometer. Det finns inga avrinningsområden uppströms utan avrinningsområdet är högsta punkten. Kvarnbäcken som avvattnar avrinningsområdet har biflödesordning 2, vilket innebär att vattnet flödar genom totalt 2 vattendrag innan det når havet efter 73 kilometer. Avrinningsområdet består mestadels av skog (84 procent). Avrinningsområdet har 0,22 kvadratkilometer vattenytor vilket ger det en sjöprocent på 10,7 procent.